# Aconitum anthora
Aconitum anthora L. är en alpin ranunkelväxt som beskrevs av Carl von Linné. Aconitum anthora ingår i släktet stormhattar, och familjen ranunkelväxter.

## Underarter
- Aconitum anthora ssp. anthora
- Aconitum anthora ssp. confertiflorum (DC.) Vorosch., 1975
- Aconitum anthora var. gilvum Maxim., 1889
- Aconitum anthora ssp. nemorosum (M.Bieb. ex Reichenb.) Vorosch., 1990

## Beskrivning
Den styva håriga blågrå stjälken blir 25 — 150 cm hög.
Vid varje bladfäste på stjälken kommer 5 — 7, 1 à 2 mm breda blad, som flikar sig till 2 à 3 fingrar.
Blomman är tvåkönad har några hårstrån. Fröna är samlade i en halvklotformig kapsel med fem rum. Varje rum innehåller många frön. Kapseln är mycket hårig.
Spridning sker genom att de håriga kapslarna fastnar i pälsen på passerande djur.
Knölrötter, som innehåller eteriska oljor.
Kromosomtal 2n = 32.

### Medicinsk verkan
Blad och stjälkar innehåller en mängd kolhydrater, såsom alkaloider, bl a retinol och fytol. Somliga av innehållsämnena är biologiskt aktiva.
- Att gnugga bladen mot huden anses bra mot reumatism, men kan irritera skinnet.
- Att svälja blad sägs vara bra mot svag puls, feber vid förkylning, lunginflammation, krupp, diverse hjärtproblem, inklusive hjärtstopp.

## Habitat
Alperna, Karpaterna samt vissa alpina delar i norra Asien.

## Biotop
Torra fjällhedar med stenbunden, kalkhaltig mark.

## Etymologi
- Artnamnet anthora härleds från grekiska anti = mot med syftning på hörsägnen att rotknölar från Aconitum anthora skulle kunna fungera som motgift till förgiftningar från den mycket giftiga Ranunculus thora.

## Bilder
- Utbredning i Italien
Till höger förstoring av alpområdet med bokstavkoder för kommunerna
Ljusgrönt: 200–400 m ö.h., mellangrönt: 800—1 600 m ö.h., mörkgrönt: 1 600 m ö.h. — 2 000 m ö.h., vitt: >2 000 m ö h
"Anteri" = blomningstid (augusti — september)
Vitt söder om Alperna = Aconitum anthora saknas

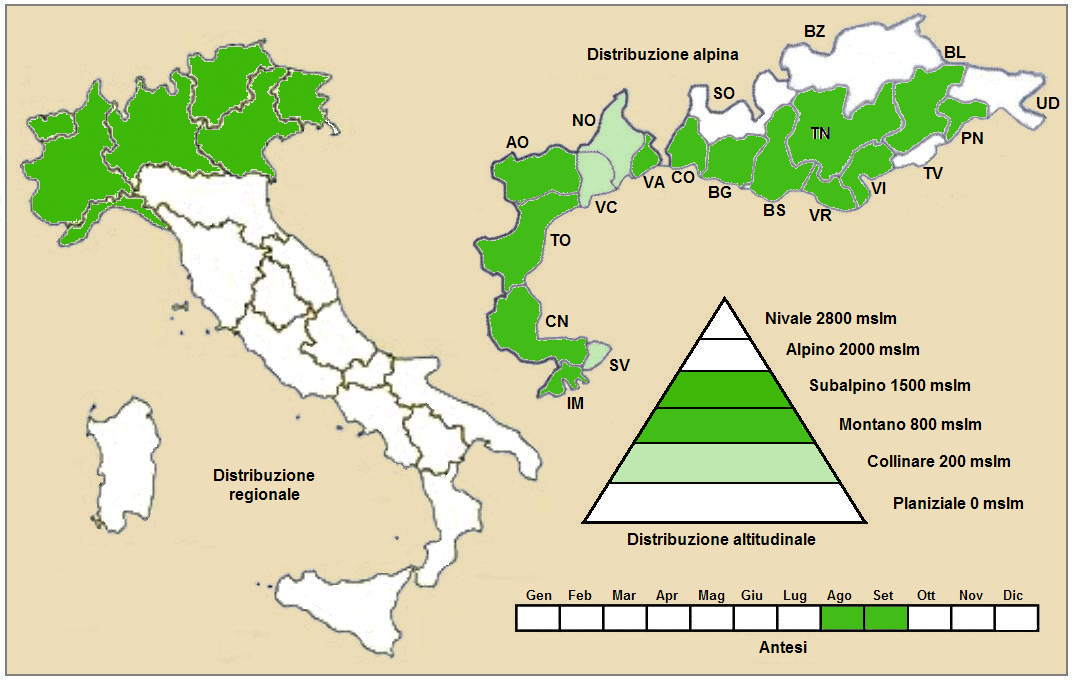
Utbredning i Italien Till höger förstoring av alpområdet med bokstavkoder för kommunerna Ljusgrönt: 200–400 m ö.h., mellangrönt: 800—1 600 m ö.h., mörkgrönt: 1 600 m ö.h. — 2 000 m ö.h., vitt: >2 000 m ö h "Anteri" = blomningstid (augusti — september) Vitt söder om Alperna = Aconitum anthora saknas
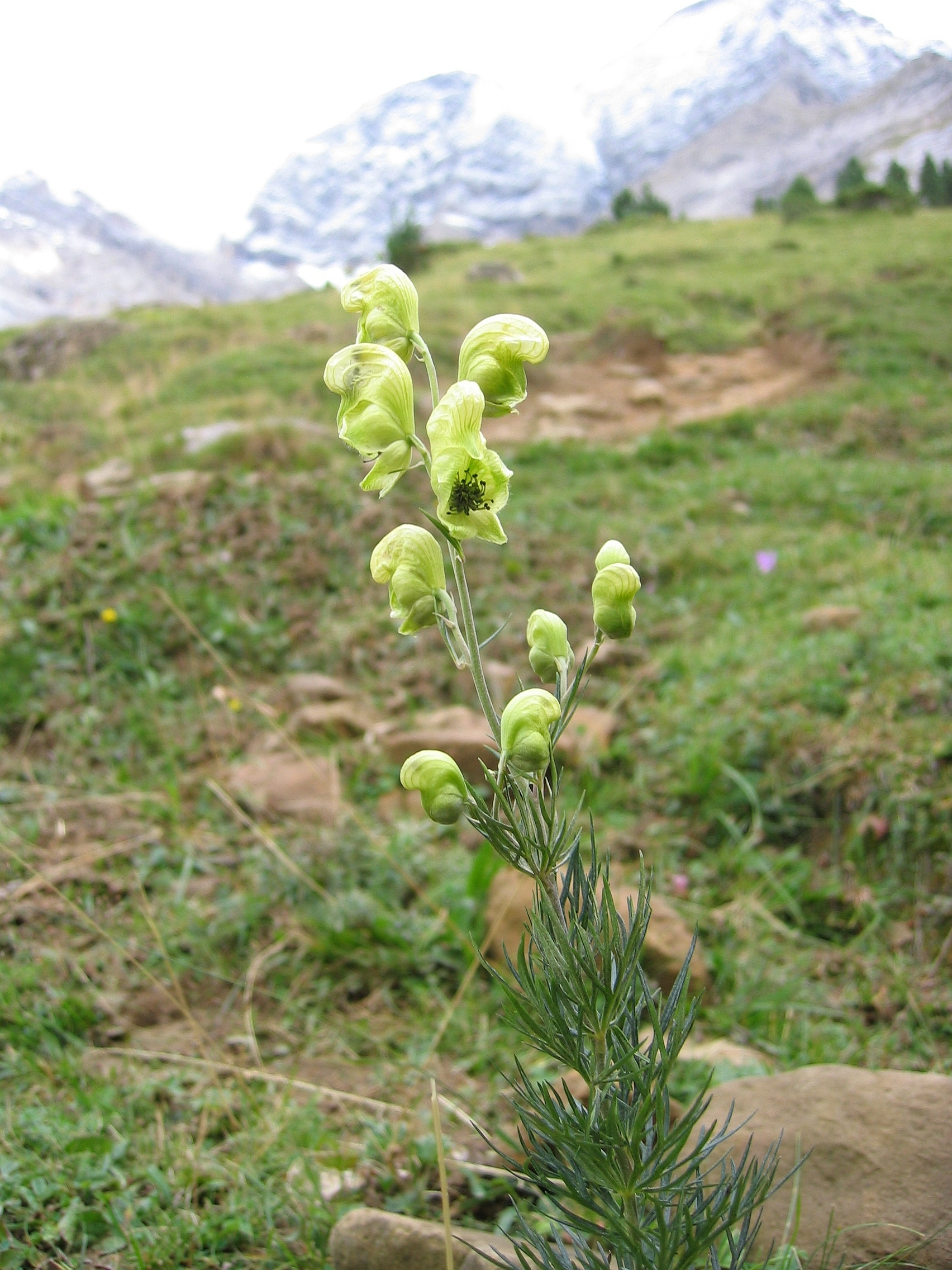
Habitat Från norra sluttningen av Pyrenéerna
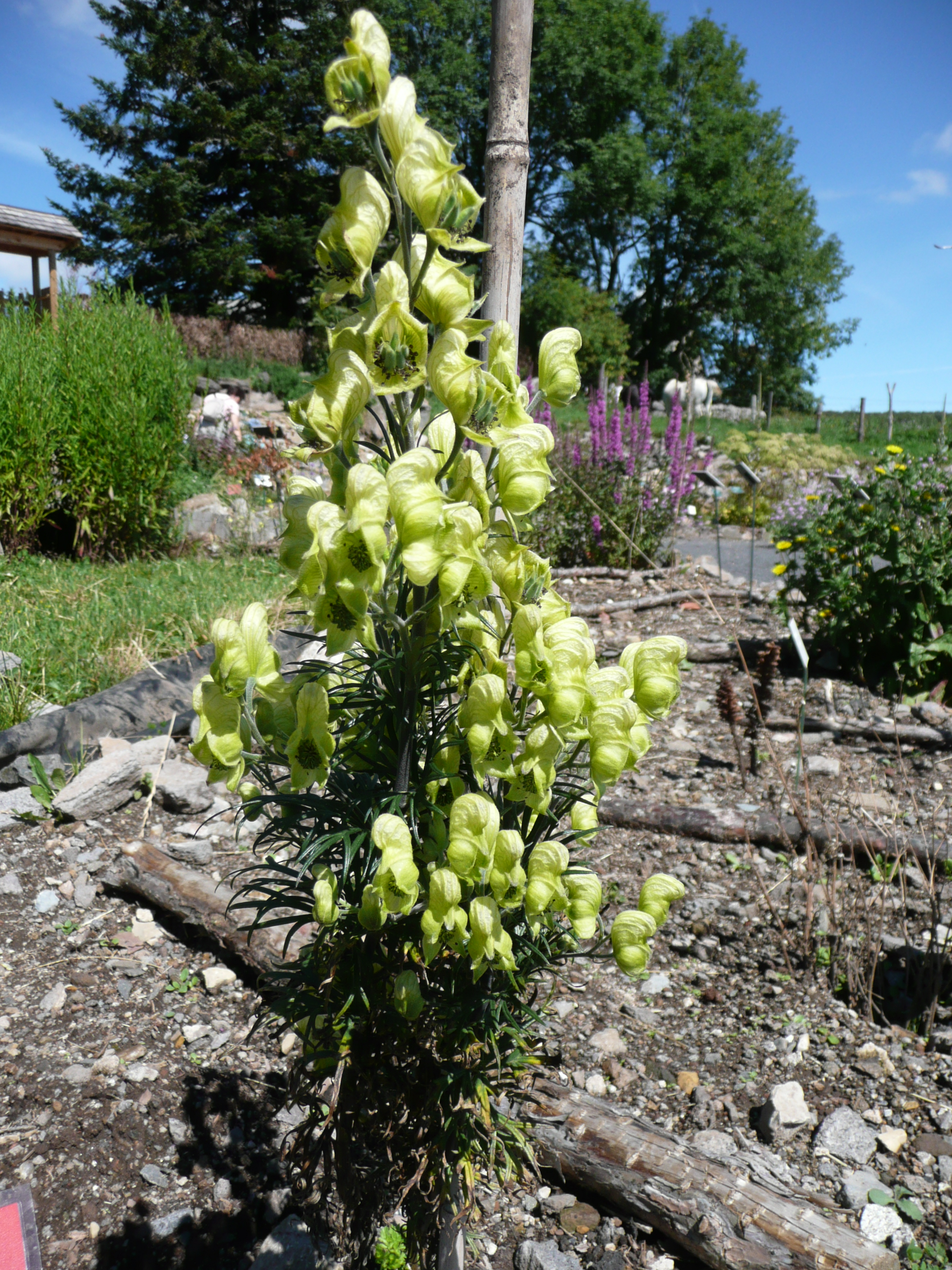
Botaniska trädgården i l'Aubrac (Frankrike)
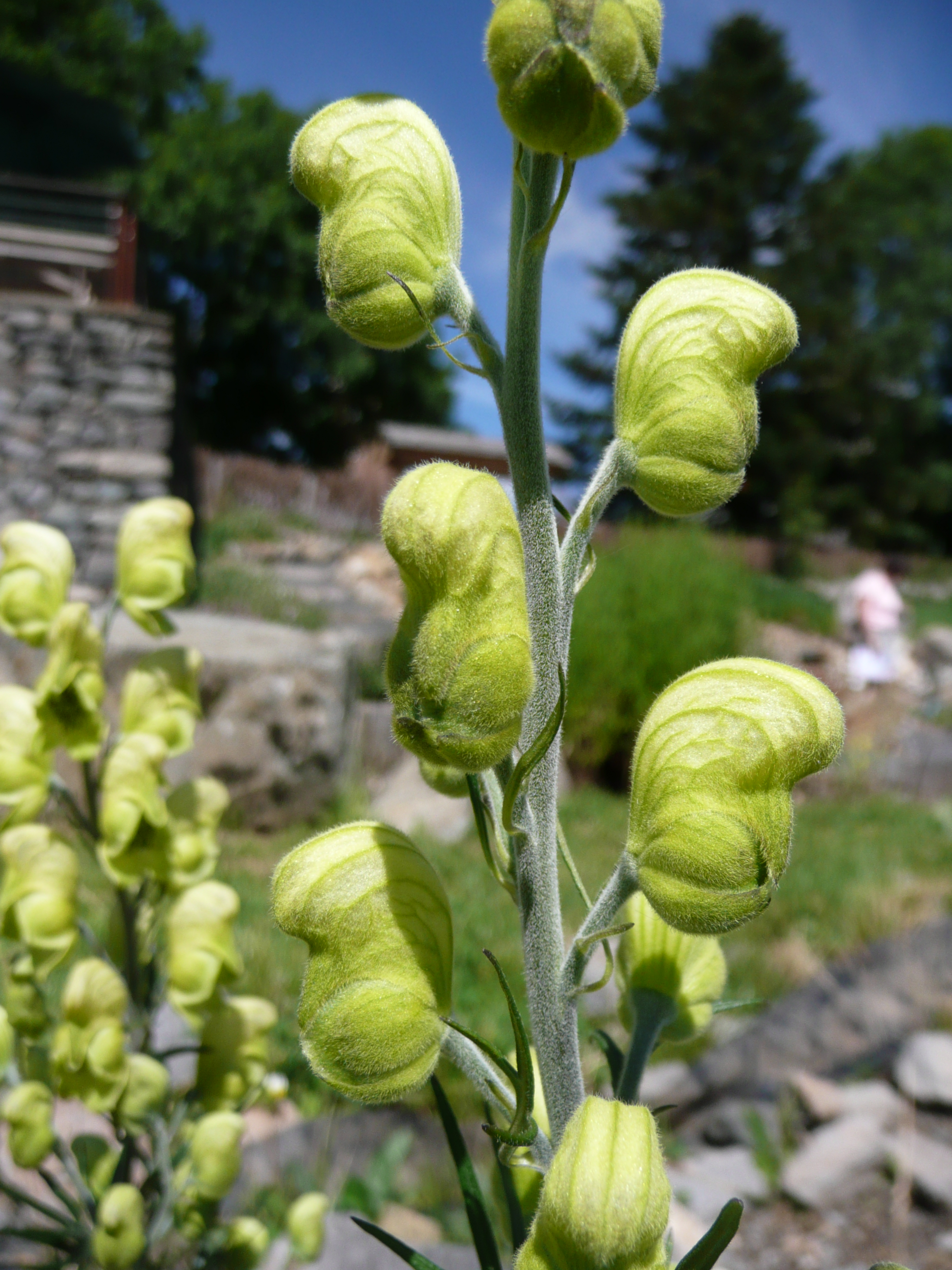
Botaniska trädgården i l'Aubrac (Frankrike)
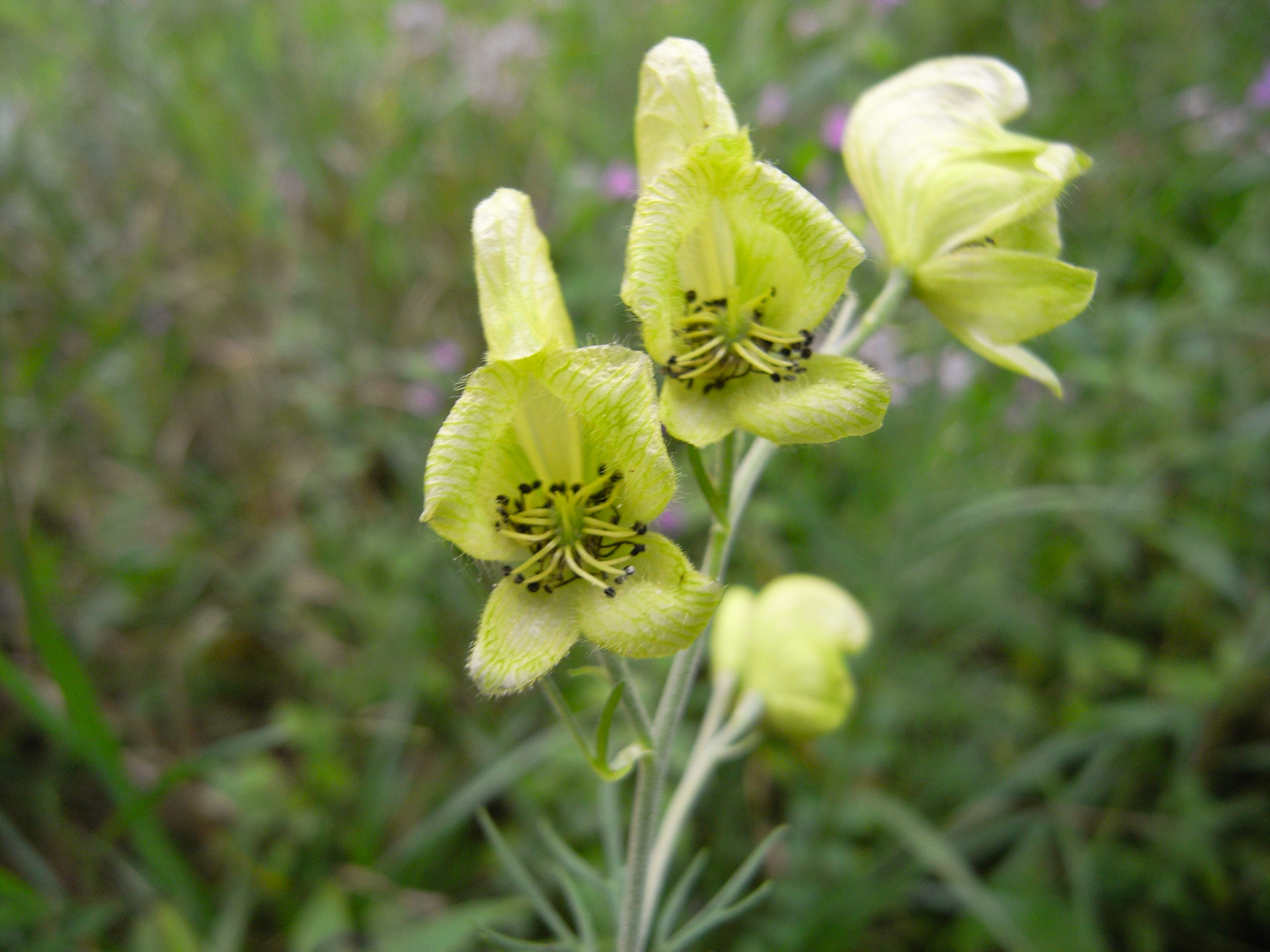
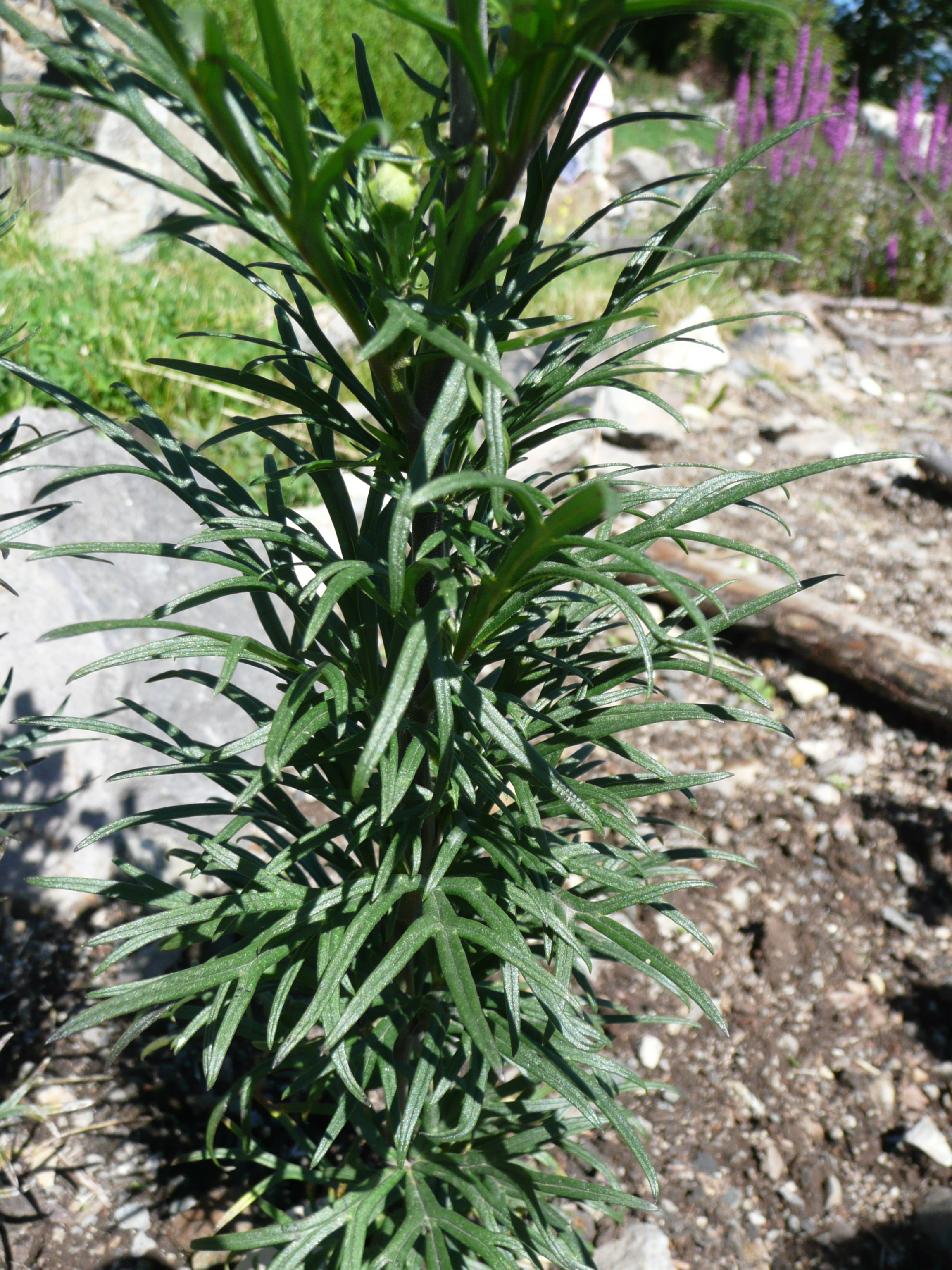
Botaniska trädgården i l'Aubrac (Frankrike)
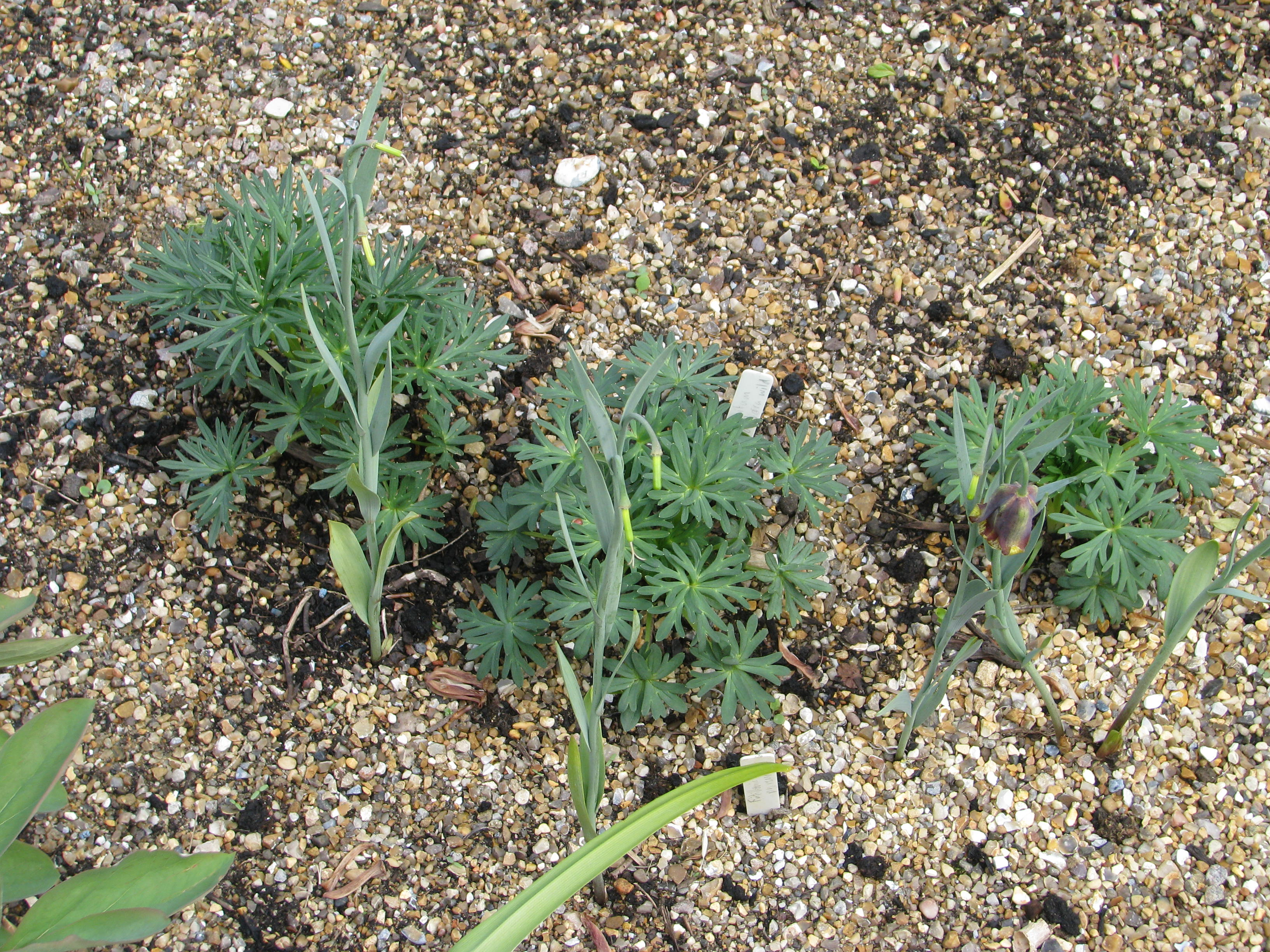
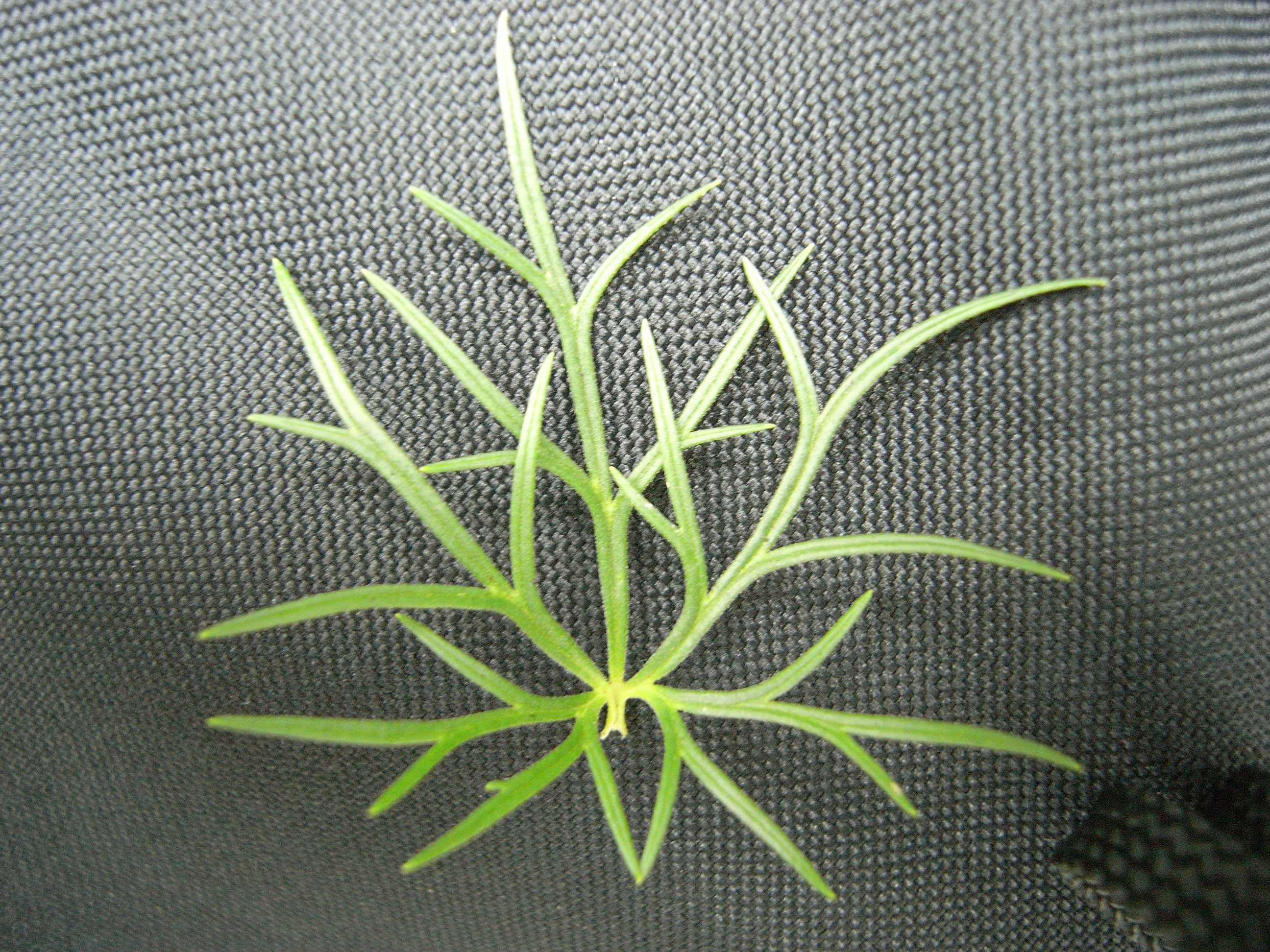
Blad
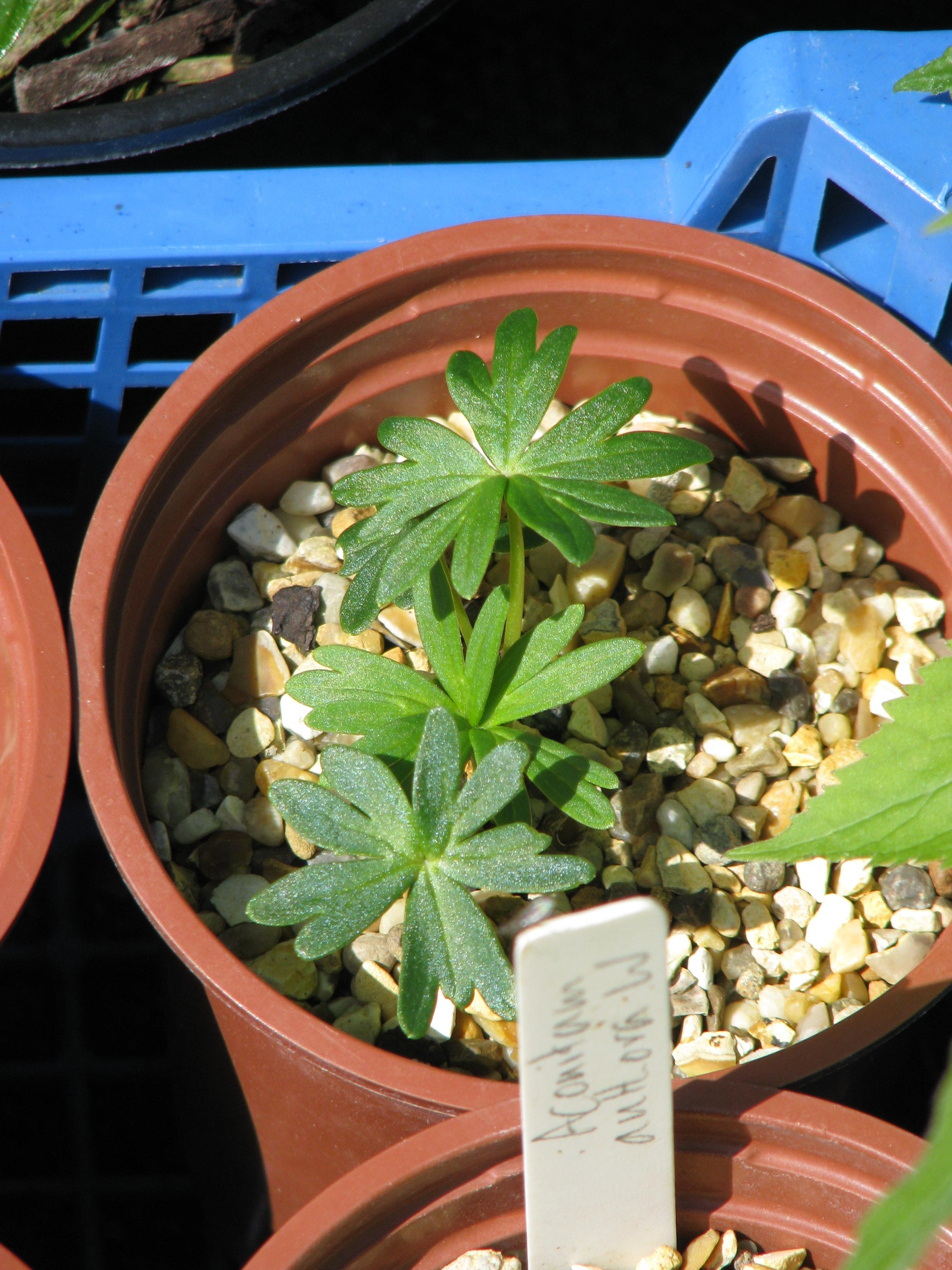
Skott